# عملية المخلب

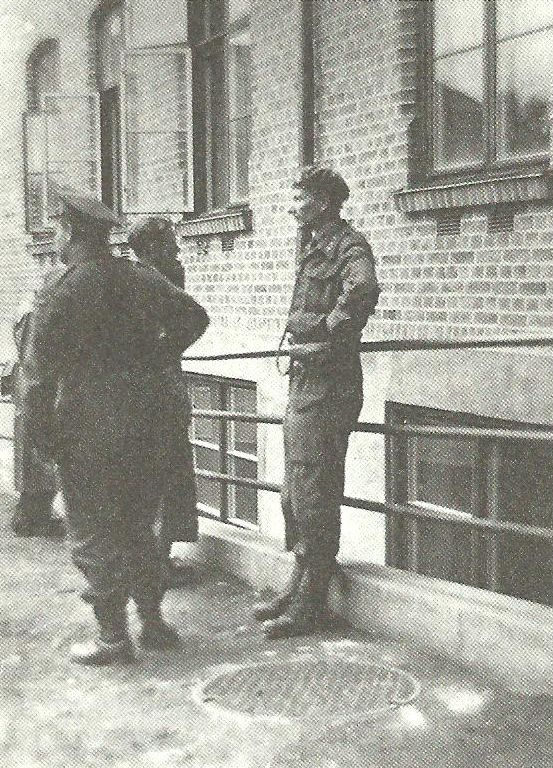
النرويجي كريستيان غليديتش (على اليمين) والرائد البريطاني دبليو دي مكروبرتس

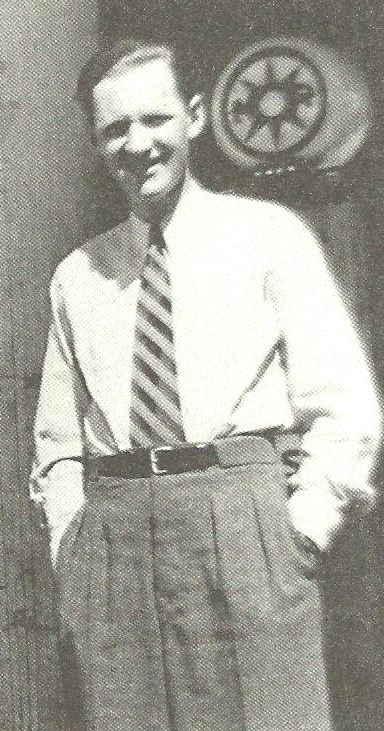
انتحر كاي هولست في اليوم التالي لمشاركته بعملية المداهمة البريطانية النرويجية في ليلهامر.

كانت عملية المخلب (بالنرويجية: Lillehammer-kuppet) عملية سويدية-أمريكية مشتركة، بدعم نرويجي، نُفذت في ليلهامر بعد فترة وجيزة من الاستسلام الألماني بعد نهاية الحرب العالمية الثانية. نُقل خمسة وثلاثين متخصصًا من الاستخبارات الألمانية مع معدات مختلفة أولاً إلى السويد ثم إلى معسكرات الولايات المتحدة في ألمانيا المحتلة من خلال اتفاق بين الأمريكيين والقيادة العليا الألمانية للفيرماخت في النرويج.
أصبحت المواد الاستخبارية المكتسبة من عملية المخلب، والتي من بينها كتاب شفرات سوفيتي، مفيدة للغاية للأمريكيين خلال الحرب الباردة. كانت عملية المخلب مثيرة للجدل عند وبعد تنفيذها. في عام 1945، كان من المثير للجدل أن الأمريكيين عملوا في ما كان يُنظر إليها على أنها دولة يسيطر عليها البريطانيون، وأنهم حصلوا على معلومات حول حليفتها الاتحاد السوفيتي، بالتعاون مع السويد المحايدة. في السنوات اللاحقة، طُرحت فرضية مفادها أن وفاة مقاتل المقاومة النرويجية كاي هولست المفاجئة في يونيو 1945 تتعلق بتورطه في عملية المخلب من قبل البعض ومن بينهم المؤرخ تور بريسر.

## خلفية
حتى قبل انتهاء الحرب في أوروبا، بدأت دول الحلفاء المختلفة بالبحث عن علماء ألمان وعن خبرات ألمانية أخرى. كانت استخبارات الإشارات حيوية خلال الحرب العالمية الثانية وخاصة العمل البريطاني في كسر الشفرات الألمانية لآلة إنجما والذي كان له أهمية كبيرة. كشف مؤتمر يالطا في فبراير 1945 عن تضارب في المصالح بين دول الحلفاء الغربيين من جهة والاتحاد السوفيتي من جهة أخرى وكانت العلاقة متوترة بشدة.
كانت أجهزة الاستخبارات الأمريكية مهتمة جدًا بمعلومات خبراء الاستخبارات الألمانية عن الاتحاد السوفييتي، وبعد انتهاء الحرب في أوروبا مباشرة بدأت بالتعاون مع اللواء الألماني راينهارد جيهلين ومنظمته الجيوش الأجنبية الشرقية (إف إيتش أو) التي قادت الاستخبارات الألمانية على الجبهة الشرقية. كان ذلك جزءًا من جهد منظم للحصول على أكبر قدر ممكن من معلومات الاستخبارات والأفراد الألمان، وكانت العملية باسم لجنة استخبارات الهدف (تيكوم).
لكن الحرب كانت لا تزال تجري في شرق آسيا، وكانت الولايات المتحدة والاتحاد السوفييتي لا يزالان حليفين وكان الأمريكيون يعتمدون على المساعدة السوفيتية في الحرب ضد اليابان. عين الحلفاء النرويج كجزء من مجال النفوذ البريطاني. كانت العملية حساسة للغاية بالنسبة لكل من الولايات المتحدة والسويد المحايدة ونُفذت بسرية تامة.

## التعاون السويدي الأمريكي
في معسكر الفيرماخت في ليلهامر، جُمعت مجموعة من 35 خبيرًا ألمانيًا في مجال استخبارات الإشارات. كانوا يعملون على الجبهة الشرقية ضد القوات السوفيتية وكان لديهم أرشيف ومعرفة واسعة حول الشؤون السوفيتية. كانت هذه هي المعرفة التي أرادها الحلفاء الغربيون، وخاصة الأمريكيون، والتي ربما كانت مفيدة أيضًا خلال الحرب الباردة.
بالتعاون مع منظمة الاستخبارات الأمريكية مكتب الخدمات الاستراتيجية (أو إس إس) وبمعرفة ودعم من المفوضية النرويجية في ستوكهولم، سافر عملاء لمنظمة الاستخبارات السويدية سيا بيرون (وكالة سيا) مع اثنين من متخصصي الاستخبارات النرويجية إلى ليلهامر في 9 و10 مايو 1945. نُقلت مجموعة الخبراء الألمان من المعسكر إلى السويد. بعد أسابيع قليلة في السويد، نُقلوا في 12 يونيو من مطار تورسلاندا بالقرب من غوتنبرغ إلى ألمانيا المحتلة من قبل الولايات المتحدة واعتُقلوا في معسكر عسكري أمريكي في فيسبادن.
كان تدار عملية نقل الخبراء الألمان في ليلهامر إلى السويد، والتي أطلقت أو إس إس عليها اسم عملية المخلب، من قبل أعلى مستوى من الشخصيات. من الجانب الأمريكي، شارك القائد في مكتب الخدمات الاستراتيجية اللواء ويليام جوزيف دونوفان، ومن الجانب السويدي رئيس أركان الدفاع اللواء كارل أوجوست إهرنسفارد. شارك أيضًا مدير الشرطة السويدية الشهير هاري سودمان من الجانب السويدي.